# Jerónimo Altamirano
Jerónimo Altamirano (Madrid, 1620-siglo XVII) fue un jurista y alto magistrado castellano.

## Biografía
Fue bautizado en la madrileña iglesia de Santa Cruz. Su padre, Diego de Torres Altamirano, fue fiscal del Consejo de Castilla. Estudió Derecho en la Universidad de Salamanca, y en 1660 ya era fiscal de la Audiencia de Galicia. En 1666 fue nombrado Alcalde mayor de Galicia. De 1677 a 1688 desempeñó el cargo de Oidor de la Chancillería de Valladolid, y de 1678 a 1681, ejerció como corregidor togado del Principado de Asturias. Tiene una calle dedicada en Oviedo, Antonio García Oliveros en La imprenta de Oviedo indica que Altamirano habilitó en Oviedo, por primera vez, una imprenta permanente, en 1680, sujeta a contrato. Siendo gobernador del Principado ostentó el título de Capitán a guerra y, mantuvo una disputa urbanística con el obispo, Alonso Antonio de San Martín, hijo natural de Felipe IV. Altamirano había comenzado a derribar unas casas para ensanchar una calle, que en la actualidad lleva su nombre, y el cabildo se opuso, emitiendo una censura espiritual contra el gobernador, quien pudo, finalmente, concluir su proyecto. El obispo San Martín fue trasladado a la diócesis de Cuenca algunos meses después.
Posteriormente, fue fiscal del Consejo Supremo de Castilla. Fue reconocido como un hombre de talento, rectitud y sindéresis, y en Oviedo se esforzó por mejorar la ciudad. Fue pariente de Antonio de la Concepción Torres de Altamirano, fraile trinitario y maestro de arte y teología en la Universidad de Alcalá, con calle dedicada en Moncloa.

## Obras
- In Titulum XLVIII. C.De Filiis Officialium milit, qui in bello moriuntur (1648)